# Powerlifting ai XVI Giochi paralimpici estivi - +86 kg femminile
Le gare di powerlifting della categoria oltre gli 86 kg femminile ai XVI Giochi paralimpici estivi si sono svolte il 30 agosto 2021 presso il Tokyo International Forum.
La vincitrice è stata Deng Xuemei.

## Risultati
| Pos. | Atleta                  | Peso (kg) | Sollevamenti (kg) | Sollevamenti (kg) | Sollevamenti (kg) | Sollevamenti (kg) | Risultato (kg) |
| Pos. | Atleta                  | Peso (kg) | 1                 | 2                 | 3                 | 4                 | Risultato (kg) |
| ---- | ----------------------- | --------- | ----------------- | ----------------- | ----------------- | ----------------- | -------------- |
|      | Deng Xuemei             | 109,44    | 147               | 151               | 153               | –                 | 153            |
|      | Loveline Obiji          | 104,03    | 142               | 147               | 152               | –                 | 147            |
|      | Marzena Zięba           | 113,92    | 137               | 140               | 142               | –                 | 140            |
| 4    | Perla Patricia Bárcenas | 100,80    | 130               | 135               | 140               | –                 | 135            |
| 5    | Randa Mahmoud           | 86,40     | 124               | 128               | 140               | –                 | 128            |
| 6    | Lee Hyun-jung           | 115,20    | 115               | 121               | 126               | –                 | 126            |
| 7    | Polina Katsman          | 105,28    | 123               | 127               | 127               | –                 | 123            |
| 8    | Huda Ali                | 103,25    | 85                | 90                | 90                | –                 | 90             |